# Collari d'oro al merito sportivo 2015
La cerimonia di premiazione dei collari d'oro al merito sportivo del 2015 si è svolta il 15 dicembre 2015 nella Sala delle Armi del Parco del Foro Italico, salone d'onore del Comitato olimpico nazionale italiano, in diretta televisiva su Rai2 e Rai Sport 1. Il gruppo dei premiati prevedeva, oltre ai campioni del 2015, campioni Olimpici e Paralimpici viventi degli anni dal 1948 al 1994, dirigenti, tecnici, società sportive e personalità benemerite, tra le quali spicca il nome di Giorgio Armani.
All'evento erano presenti il Presidente del Consiglio dei Ministri Matteo Renzi, il Presidente del CONI, Giovanni Malagò, il Segretario Generale, Roberto Fabbricini, il Presidente del CIP, Luca Pancalli, i membri di Giunta CONI, Valentina Turisini e Fiona May. Durante la cerimonia sono state consegnate anche le Palme d'Oro al merito tecnico e il riconoscimento ha coinvolto (come per la consegna dei Collari) i tecnici che hanno guidato le vittorie olimpiche antecedenti il 1995.

## Collari d'oro al merito sportivo 2015
Le premiazioni hanno coinvolto 169 atleti di ieri e di oggi, ma si sono registrate numerose assenze.

### Atleti
- Canottaggio: Matteo Castaldo, Marco Di Costanzo, Matteo Lodo, Giuseppe Vicino (Mondiale 4 senza);
- Ciclismo: Fabio Aru (Vuelta),
- Lotta: Frank Chamizo (Stile libero cat.65 kg.),
- Nuoto: Gregorio Paltrinieri (1500 sl),
- Pugilato: Emiliano Marsili (Pesi leggeri WBC Silver),
- Scherma: Rossella Fiamingo (Spada individuale), Giorgio Avola, Andrea Baldini, Andrea Cassarà, Daniele Garozzo (Fioretto a Squadre),
- Sport del Ghiaccio: Arianna Fontana (Short Track 1500 m.),
- Snowboard: Roland Fischnaller (Slalom Parallelo), Luca Matteotti (Cross),
- Tennis: Simone Bolelli, Fabio Fognini (Australian Open - Doppio)[4], Flavia Pennetta (Us Open), Sara Errani (Wimbledon 2014 - Doppio),
- Vela: Francesca Clapcich, Giulia Conti (Mondiale 49er FX).

### Campioni olimpici dal 1948 al 1994
- Londra 1948: Mario Ghella (Ciclismo), Giuseppe Moioli e Franco Faggi (Canottaggio).
- Helsinki 1952: Mino De Rossi e Guido Messina (Ciclismo), Aureliano Bolognesi (Pugilato), Irene Camber (Scherma).
- Melbourne 1956: Romano Sgheiz, Ivo Stefanoni, Angelo Vanzin (Canottaggio), Ercole Baldini, Franco Gandini e Valentino Gasparella (Ciclismo), Giancarlo Bergamini, Antonio Spallino (Scherma).
- Roma 1960: Livio Berruti (Atletica leggera), Luigi Arienti, Franco Testa, Marino Vigna, Sergio Bianchetto, Giuseppe Beghetto, Antonio Bailetti, Giacomo Fornoni, Livio Trapè, Sante Gaiardoni (Ciclismo), Amedeo Ambron, Giuseppe D'Altrui, Salvatore Gionta, Giancarlo Guerrini, Gianni Lonzi, Luigi Mannelli, Rosario Parmegiani, Eraldo Pizzo, Brunello Spinelli (Pallanuoto), Giovanni Benvenuti, Francesco Musso, Francesco De Piccoli (Pugilato), Gianluigi Saccaro (Scherma).
- Tokyo 1964: Abdon Pamich (Atletica leggera), Angelo Damiano, Mario Zanin (Ciclismo), Franco Menichelli (Ginnastica), Fernando Atzori, Cosimo Pinto (Pugilato), Mauro Checcoli, Alessandro Argenton, Giuseppe Ravano, Paolo Angioni (Sport Equestri), Ennio Mattarelli (Tiro a volo).
- Grenoble 1968: Erika Lechner (Slittino), Luciano De Paolis, Mario Armano, Roberto Zandonella (Bob), Francesco Nones (Sci di fondo).
- Città del Messico 1968: Bruno Cipolla, Primo Baran (Canottaggio), Pierfranco Vianelli (Ciclismo), Klaus Dibiasi (Tuffi).
- Sapporo 1972: Gustavo Thoeni (Sci alpino), Walter Plaikner, Paul Hildgartner (Slittino).
- Monaco di Baviera 1972: Michele Maffei, Mario Aldo Montano, Mario Tullio Montano, Cesare Salvadori, Rolando Rigoli, Antonella Ragno (Scherma).
- Innsbruck 1976: Piero Gros (Sci alpino).
- Montréal 1976: Fabio Dal Zotto (Scherma).
- Mosca 1980: Sara Simeoni, Maurizio Damilano (Atletica leggera), Ezio Gamba (Judo), Claudio Pollio (Lotta), Patrizio Oliva (Pugilato), Federico Roman (Sport Equestri), Luciano Giovannetti (Tiro a volo).
- Sarajevo 1984: Paoletta Magoni (Sci alpino).
- Los Angeles 1984: Alessandro Andrei, Gabriella Dorio, Alberto Cova (Atletica leggera), Giuseppe Abbagnale, Carmine Abbagnale, Giuseppe Di Capua (Canottaggio), Marcello Bartalini, Eros Poli, Claudio Vandelli, Marco Giovannetti (Ciclismo), Vincenzo Maenza (Lotta), Daniele Masala, Pierpaolo Cristofori, Carlo Massullo (Pentathlon Moderno), Norberto Oberburger (Pesi), Maurizio Stecca (Pugilato), Mauro Numa, Andrea Borella, Angelo Scuri, Andrea Cipressa, Stefano Cerioni, Giovanni Scalzo, Ferdinando Meglio, Gianfranco Dalla Barba (Scherma).
- Seul 1988: Gelindo Bordin (Atletica leggera), Gianluca Farina, Piero Poli (Canottaggio).
- Albertville 1992: Josef Polig (Sci alpino).
- Barcellona 1992: Pierpaolo Ferrazzi (Canoa), Giovanni Lombardi  (Ciclismo), Francesco Attolico, Gianni Averaimo, Alessandro Bovo, Sandro Campagna, Marco D'Altrui, Massimiliano Ferretti, Mario Fiorillo, Ferdinando Gandolfi, Amedeo Pomilio, Franco Porzio, Giuseppe Porzio, Carlo Silipo (Pallanuoto), Dorina Vaccaroni, Margherita Zalaffi (Scherma).
- Lillehammer 1994: Marco Albarello, Maurilio De Zolt, Giorgio Vanzetta (Sci di fondo), Kurt Brugger, Wilfried Huber (Slittino).

### Campioni paralimpici dal 1988 al 1994
- Seul 1988: Milena Balsamo,[5] Concetta Varano, Italo Sacchetto (Atletica Leggera), Ernesto Giussani (Nuoto), Laura Presutto, Luigi Zonghi (Scherma), Gabriele Celegato, Santo Mangano (Tiro a Segno).
- Innsbruck 1988: Paolo Lorenzini (Sci di fondo).
- Barcellona 1992: Carlo Durante (Atletica Leggera), Gianluca Saini (Nuoto), Natale Castellini, Roberto Gallucci, Paolo Martini, Dario Merelli, Hubert Perfler (Goalball), Orazio Pizzorni (Tiro con l’Arco), Rossana Giarrizzo (Scherma).

### Società sportive
- Società Varesina di Ginnastica e Scherma,
- Società Canottieri Mincio,
- Società Educazione Fisica Stamura ASD,
- Lega Navale Italiana Sezione di Bari,
- Unione Sportiva Legnanese,
- Pro Recco Waterpolo 1913,

Onorificenza attribuita anche ai NAS dell'Arma dei Carabinieri.

### Premio Campioni mondiali SPECIAL OLYMPICS
- Alice Sorato (Oro Ginnastica Artistica) e Andrea Ministro (Oro negli Sport Equestri) -  Los Angeles 2015.

### Personalità
- Gianni Letta,
- Giorgio Armani,
- Massimo Moratti;

### Stella d'oro al Merito Sportivo
- Diego Mosna (Trentino Volley).

### Palma d'oro al Merito tecnico
- Ezio Triccoli (Scherma) - Alla memoria,
- Giuseppe La Mura (Canottaggio).

### Trofeo CONI 2015
- Piemonte